# SO–1
Az SO–1 (SO – Silnik odrzutowy, magyarul: sugárhajtómű) a lengyelországi Repülési Intézetben (IL – Instytut Lotnictwa) kifejlesztett gázturbinás sugárhajtómű, amelyet a TS–11 Iskra kiképző és gyakorló repülőgépen alkalmaztak. Továbbfejlesztett változatai az SO–3, majd az 1994-től gyártott K–15.

## Története
A hajtóművet a varsói Repülési Intézet a WSK PZL-Rzeszów és a WSK PZL Hydral együttműködésével fejlesztette ki a lengyel gyártású TS–11 repülőgép számára. Konstrukciós kialakítása a brit Armstrong Siddeley Viper hajtóműn alapul. Ez volt az első hazai fejlesztésű lengyel gázturbinás sugárhajtómű. A sorozatgyártását a rzeszówi WSK PZL–Rzeszów vállalat végezte 1967-től. A hajtóművet a TS–11 Iskra 1967–1969 között gyártott első sorozatában használták. A hajtómű egytengelyes, egyszerű felépítésű. Egyrészes, hatfokozatú axiálkompresszorral, gyűrűs égéstérrel és egyfokozatú turbinával rendelkezik.

## SO–3
Az 1960-as évek közepére fejlesztették ki az SO–1 modernizált változatát, az SO–3-t, amelyet eredetileg a TS–11 trópusi éghajlattal rendelkező országokba exportált példányaihoz terveztek. Az SO–3-t 1969-től gyártották és az Indiába, valamint Indonéziába eladott gépeken alkalmazták először. 1978-tól valamennyi TS–11-be a hajtómű SO–3B változatát építették. Maximális tolóerejét 10,8 kN-ra növelték. Felépítése és szerkezete teljesen megegyezik az SO–1-ével.

## K–15
Az SO–3 továbbfejlesztésével alakították ki 1988-ra a K–15 gázturbinás sugárhajtóművet, amelyet az I–22 Iryda gyakorló repülőgéphez szántak. Sorozatgyártása 1994-ben kezdődött Rzeszówban, de az Iryda-program felfüggesztése miatt csak kis mennyiség készült a típusból. Felépítése lényegében megegyezik az SO–3-mal, de a hajtómű élettartamát 1200 órára, maximális tolóerejét 14,5 kN-ra növelték.

## Műszaki adatai
|                                          | SO–1  | SO–3  | K–15  |
| ---------------------------------------- | ----- | ----- | ----- |
| Hossz (mm)                               | 2151  | 2154  | 2006  |
| Szélesség (mm)                           | 707   | 707   | 725   |
| Magasság (mm)                            | 764   | 764   | 892   |
| Száraz tömeg (kg)                        | 303   | 321   | 340   |
| Nyomásviszony                            | 4,8   | 4,8   | n/a   |
| Fajlagos üzemanyag- fogyasztás (kg/kN·h) | 1,045 | 1,045 | 1,152 |
| Maximális tolóerő (kN)                   | 9,8   | 10,8  | 14,7  |

## Külső hivatkozások
- A hajtóművet kifejlesztő lengyel Repülési Intézet (Instytut Lotnictwa) honlapja (lengyelül és angolul)
- A gyártó WSK PZL–Rzeszów honlapja (lengyelül és angolul)